# Adilbek Zhaksybekov
Adilbek Ryskeldiuly Zhaqsybekov (în kazahă Әділбек Рыскелдіұлы Жақсыбеков; n. 26 iulie 1954, Burli, Republica Sovietică Socialistă Kazahă) este un politician din Kazahstan.
A ocupat funcția de ministru al apărării din iunie 2009 până în aprilie 2014. A fost șeful administrației președintelui kazah Nursultan Nazarbayev. A ocupat funcția de primar al Astanei din 1997 până în 2003 și din 2014 până în 2016. Președinte al guvernatorilor Băncii Islamice de Dezvoltare în 2003și ministrul industriei și comerțului din 2003 până în 2004.
În timp ce ministrul Informației, Zhaksybekov a participat la o întâlnire desfășurată la Kiev, Ucraina, în 2004, în care a fost propus un spațiu economic comun pentru Kazahstan, Ucraina, Belarus și Rusia.
La 4 aprilie 2004, a ținut un discurs intitulat „Strategia de dezvoltare a inovației industriale a Kazahstanului, 2003–2015” la Washington, DC.